# 平等機會委員會

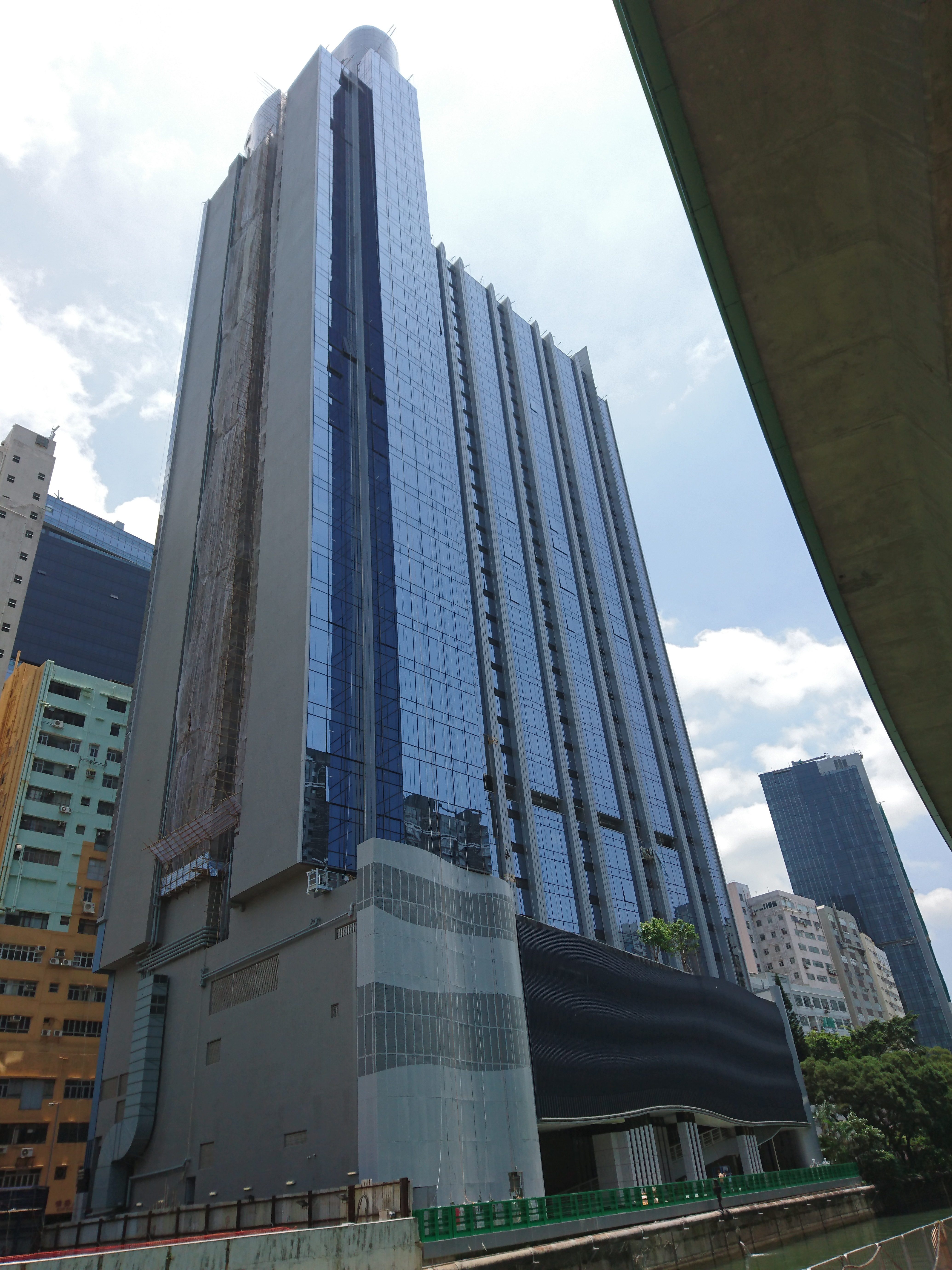
平等機會委員會辦事處位於黃竹坑香葉道41號

平等機會委員會（簡稱平機會，縮寫：EOC）是香港的獨立法定機構，於1996年（即：國際婦女年完結後）成立，負責執行《性別歧視條例》、《殘疾歧視條例》、《家庭崗位歧視條例》及《種族歧視條例》，消除基於性別、婚姻狀況、懷孕、殘疾、情緒病、家庭崗位及種族而產生的歧視，以及性騷擾及基於殘疾與種族的騷擾及中傷行為，促進男女之間、傷健之間、不同種族人士、以及有否家庭崗位人士之間的平等機會。此外，平等機會委員會亦負責調查及調解投訴個案、推行教育及推廣工作、檢討法例和發出實務守則及指引。

## 總部
平等機會委員會辦事處現時位於黃竹坑香葉道41號16及17樓全層，2006年3月27日前則設於香港島灣仔港灣道1號會展廣場辦公大樓，而2006年3月27日至2017年11月5日則設於鰂魚涌太古城太古灣道14號太古城中心3座19樓。
2017年4月平等機會委員會承租黃竹坑香葉道41號16及17樓全層，每層面積約1.1萬平方呎，合共約2.2萬平方呎，月租約55萬元，呎租約25元。平等機會委員會已於2017年11月6日遷至黃竹坑新址。

## 部門
- 投訴事務科[1]
- 機構傳訊科
- 機構規劃及服務科
- 法律服務科
- 政策、研究及培訓科
- 少數族裔事務組
- 性別事務科[2]

## 歷任主席

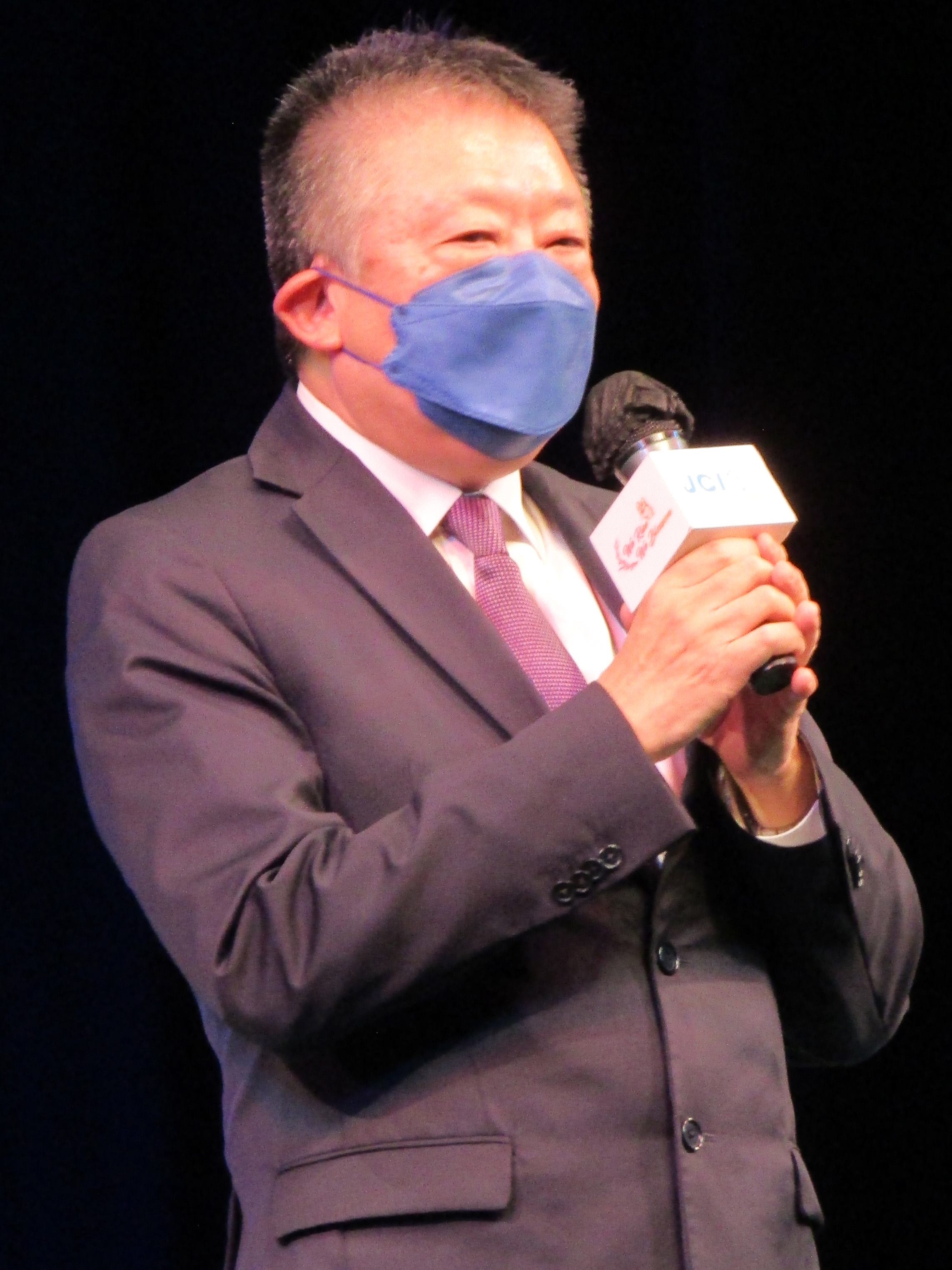
前任平等機會委員會主席朱敏健先生

- 張妙清（1996年－1999年）
- 胡紅玉（1999年－2003年）
- 王見秋（2003年）
- 朱楊珀瑜（2003年－2005年）
- 鄧爾邦（2005年－2010年）
- 林煥光（2010年－2013年）
- 周一嶽（2013年－2016年）
- 陳章明（2016年－2019年）
- 朱敏健（2019年－2024年）
- 林美秀（2024年－）

## 有關條例
《性別歧視條例》和《殘疾歧視條例》在1996年12月全面實施。根據《性別歧視條例》，任何人在指明的活動範疇內基於某人的性別、婚姻狀況及懷孕而對該人作出歧視行為，或作出性騷擾，即屬違法。《家庭崗位歧視條例》在1997年11月生效。根據該條例，任何人基於某人的家庭崗位而對該人作出歧視行為，即屬違法。「家庭崗位」指負有照顧直系家庭成員的責任。就任何人而言，「直系家庭成員」指因血緣、婚姻、領養或姻親而與該人有關的任何人。《種族歧視條例》在2009年7月全面實施。種族是指個人的種族、膚色、世系、民族或人種。根據該條例，任何人如公開中傷某種族的人士，或在指明的活動範疇內基於某人的種族而對該人作出歧視或騷擾行為，即屬違法。

### 處理投訴的政策
為精簡投訴程序，平等機會委員會在收到投訴個案後，先因應投訴內容判斷是否開始調查，如投訴內容不涉及性騷擾或懷孕歧視，平機會會將該個案先列作具體事項查詢，直至投訴者有確實資料證明歧視存在後，始把該查詢列為投訴並開始調查。平機會認為這些具體事項查詢，是有可能變成真正的投訴。而平等機會委員會在處理女性受性騷擾或懷孕歧視個案時，將立即視為真正投訴，可以立即進行調查。因應性騷擾可能在沒有第三者或目擊證人的情況下發生，平等機會委員會可以靠投訴人的資料作出調查，收到投訴人的資料後平機會將即時告知被投訴人並要求他進行和解。
換言之，因性騷擾及懷孕歧視而作出的投訴，舉證責任在答辯人，否則平機會會因應情況決定舉證責任誰屬，然而在一般情況下，投訴人及被投訴人應為投訴負上舉證責任，以避免投訴機制遭到濫用。

### 宣傳及教育
平等機會委員會認為，宣傳及教育是預防歧視最有效方法。除了透過政府宣傳片、傳媒訪問、香港電台電視部節目「非常平等任務」及其他宣傳物品，向市民推廣反歧視訊息外，平等機會委員會亦資助不同機構參與各項反歧視社區計劃，希望在社區內做到反歧視的作用。同時亦向不同社群舉辦各類宣傳活動，喚起她們對歧視的關注，例如舉行反性騷擾徵文比賽鼓勵女性創作受性騷擾的故事、為大學生提供反性騷擾課程等。
2015年，平等機會委員會製作一套反性騷擾宣傳片，指女性是性騷擾受害者，男性就是性騷擾加害者，遭到本地男權團體非議，認為平機會歧視男性，平機會則表示該宣傳片是按實際情況製作，受片長限制亦難以加入其他訊息。
2022年，平機會推出《聾健司法平等》，提供一系列建議，旨在為聾人、聽障人士以及相關法律工作者等提供指導。其中包括與聾人和聽障人士溝通的指導原則，以及針對不同的訴訟過程提出的可行和適當的便利措施建議。
2023年，平機會舉辦「媒體報道與精神健康」研討會，聚集約100位前線新聞工作者、編輯、學者、醫療專業人員、精神復元人士和為有精神健康需求的人士提供支援服務的服務提供者，共同探討如何促進媒體平衡報導精神健康議題，以避免加深公眾對精神病患的歧視。

## 統計
在2009年，平機會共接獲15 628宗查詢及921宗投訴，其中包括344宗性別歧視、528宗殘疾歧視、23宗家庭崗位歧視及26宗種族歧視的個案。連同對上一年未完結的個案，平機會共處理1 230宗投訴個案，其中928宗個案已經完結。

## 另見
- 平等機會
- 聾健司法平等